# Think Like a Man Too
Think Like a Man Too is een Amerikaanse komische film uit 2014. De film is een vervolg op de film Think Like a Man uit 2012. De film ontving slechte recensies maar was toch een succes in de bioscopen. Kelsey Grammer won een Razzie voor de film.

## Rolverdeling
- Kevin Hart - Cedric Ward
- Regina Hall - Candace Hall
- Michael Ealy - Dominic
- Jerry Ferrara - Jeremy Kern
- Meagan Good - Mya
- Taraji P. Henson - Lauren Harris
- Dennis Haysbert - Uncle Eddie
- Gabrielle Union - Kristen Kern
- Terrence J - Michael Hanover
- Jenifer Lewis - Loretta